# Сосновка (Азовский немецкий национальный район)
Сосно́вка — село в Азовском немецком национальном районе Омской области, административный центр Сосновского сельского поселения.
Основано в 1895-96 годах.
Население — 2016 чел. (2021)

## Физико-географическая характеристика
Село находится в лесостепной зоне Омской области, в пределах Ишимской равнины, являющейся частью Западно-Сибирской равнины). Высота центра населённого пункта — 105 метров над уровнем моря. Гидрографическая сеть не развита: реки и крупные озёра в окрестностях населённого пункта отсутствуют. В окрестностях села распространены чернозёмы обыкновенные и чернозёмы обыкновенные языковатые.
Сосновка расположена в 32 километрах юго-западнее Омска и 17 км к северу от районного центра села Азово.
Климат
Климат резко континентальный (согласно классификации климатов Кёппена — влажный континентальный климат (Dfb) с тёплым летом и холодной и продолжительной зимой), с явно выраженными климатическими сезонами и значительными колебаниями температур в течение года. Многолетняя норма осадков — 390 мм. Наибольшее количество осадков выпадает в июле — 62 мм, наименьшее в марте — 14 мм. Среднегодовая температура положительная и составляет + 1,3° С, средняя температура самого холодного месяца января − 17,3° С, самого жаркого месяца июля + 19,6° С.
Часовой пояс
Сосновка, как и вся Омская область, находится в часовой зоне МСК+3. Смещение применяемого времени относительно UTC составляет +6:00.

## История
В конце 1895 года на переселенческом участке Сос-Кодук осела одна семья, которая заняла себе место в будущей улице у одного из колодцев. Очевидно, первой на участке Сос-Кодук обосновалась семья, прибывшая из поволжского села Сосновка, этим самым дав новое название селу. Летом 1896 года сюда перебрались ещё 53 семьи. Прибыв в Сибирь осенью, переселенцы в течение зимы основательно растратили свои сбережения, истратив также часть ссуды на домообзаведение. Отсутствие средств сдерживало немцев от переселения из этих мест, тем не менее в течение первых пяти лет около двух десятков семей переселились в другие районы страны и даже Америку, 2 семьи уехали обратно на Поволжье.
Несмотря на невзгоды, посёлок обустраивался, возделывалась пашня. В 1901 году в Сосновке проживало 58 семей приписных и 12 семей (65 душ) неприписных. К 1909 году в посёлке действовала паровая мельница, функционировало 2 бакалейных лавки, работали две пивные лавки. В годы Первой мировой и Гражданской войн население в селе заметно увеличилось: население продолжало расти как за счёт естественной прибыли, так и в результате притока беженцев.
В конце 1919 года из Новинки в Сосновку переводится волостной центр с сохранением прежнего названия — Новинская волость. Послевоенная разруха усугубилась трехлетней засухой в 1920—1922 гг. По переписи 1920 года из 169 дворов 166 были немецкими. К началу 1923 года в селе проживало 820 человек. В 1920-х село кратковременно являлось центром Сосновского района Омского округа.
В 1923—1924 годах созданы сельхозартель № 1 и артель «Пролетарий». Позже возникли кооперативные товарищества по совместной обработке земли (ТОЗы): «Красный пахарь», «1 Мая», «Новая жизнь», а также товарищество посевщиков картофеля. В 1930 году вместо кооперативов создан колхоз имени Клары Цеткин. В 1939 году развернулась кампания по ликвидации хуторов. Часть сосновских хуторян по решению Кагановического райисполкома «О расселении колхоза им. Клары Цеткин и других» были переселены на новые места. В годы войны многие сосновцы были мобилизованы в трудармию, откуда возвратились только в середине 1950-х гг.
В 1960-е начинается капитальная реконструкция села. Существенно обновился жилой фонд. К 1970 году жилой фонд на 70 % состоял из жилых домов постройки 1957—1968 годов. Было построено много двухэтажных и одноквартирных домов с приусадебными участками. К середине 1980-х гг. Сосновка располагала первичным полным уровнем повседневного и эпизодического обслуживания: средняя школа, детский комбинат, дом культуры, библиотека, несколько специализированных магазинов, комбинат бытового обслуживания, аптека, участковая больница.
В начале 1990-х годов начинается эмиграция в Германию, однако их места начали занимать переселенцы из Казахстана и Средней Азии.

## Население
Динамика численности населения по годам:
| 1897 | 1909 | 1920 | 1926 | 1939 | 1970 | 1979 | 1989 | 2003 |
| ---- | ---- | ---- | ---- | ---- | ---- | ---- | ---- | ---- |
| 365  | 606  | 1001 | 852  | 1335 | 1276 | 1139 | 1659 | 1531 |

| 1909 | 1917 | 2002  | 2010  | 2021  |
| ---- | ---- | ----- | ----- | ----- |
| 606  | ↗758 | ↗1544 | ↗1778 | ↗2016 |

В 1960-79 годах население села колебалось в пределах 1100—1300 человек. В 1970 году 85 % населения составляли немцы, 13,3 % — русские.

## Инфраструктура
В селе имеется средняя школа с преподаванием немецкого языка как родного, детский сад, филиал детской музыкальной школы, сельский дом культуры, библиотека, центр немецкой культуры, участковая больница, несколько частных магазинов, столовая